# 亞洲水泥大樓
亞洲水泥大樓位於臺北市中正區寶慶路27號，建於1966年。由遠東集團旗下亞洲水泥興建，是台灣第一棟帷幕牆建築。

## 歷史
亞洲水泥大樓由王大閎設計，他為遠東集團設計了不少建築。此大樓為遠東百貨早期辦公室之一，曾為遠東百貨總管理處，2018年起為慧智基因總部。
王大閎於2018年5月離世，其生前作品受到外界關注、希望保存，最終於2019年4月23日登錄為臺北市歷史建築。

## 建築設計
亞洲水泥大樓採用現代主義建築風格，強調簡潔設計，外牆採用預鑄式鋁版帷幕，另以塗漆覆蓋，建築平面精簡，外牆比例恰當。建築西南角位於寶慶路與桃源街交界，建築師王大閎選擇以圓角外牆曲線接合，其技術足見其建築之價值。
除了一樓以外，其餘樓層均用騎樓方式不立柱地延伸至行人路，令闊大的立面在街口更突出。

## 圖片

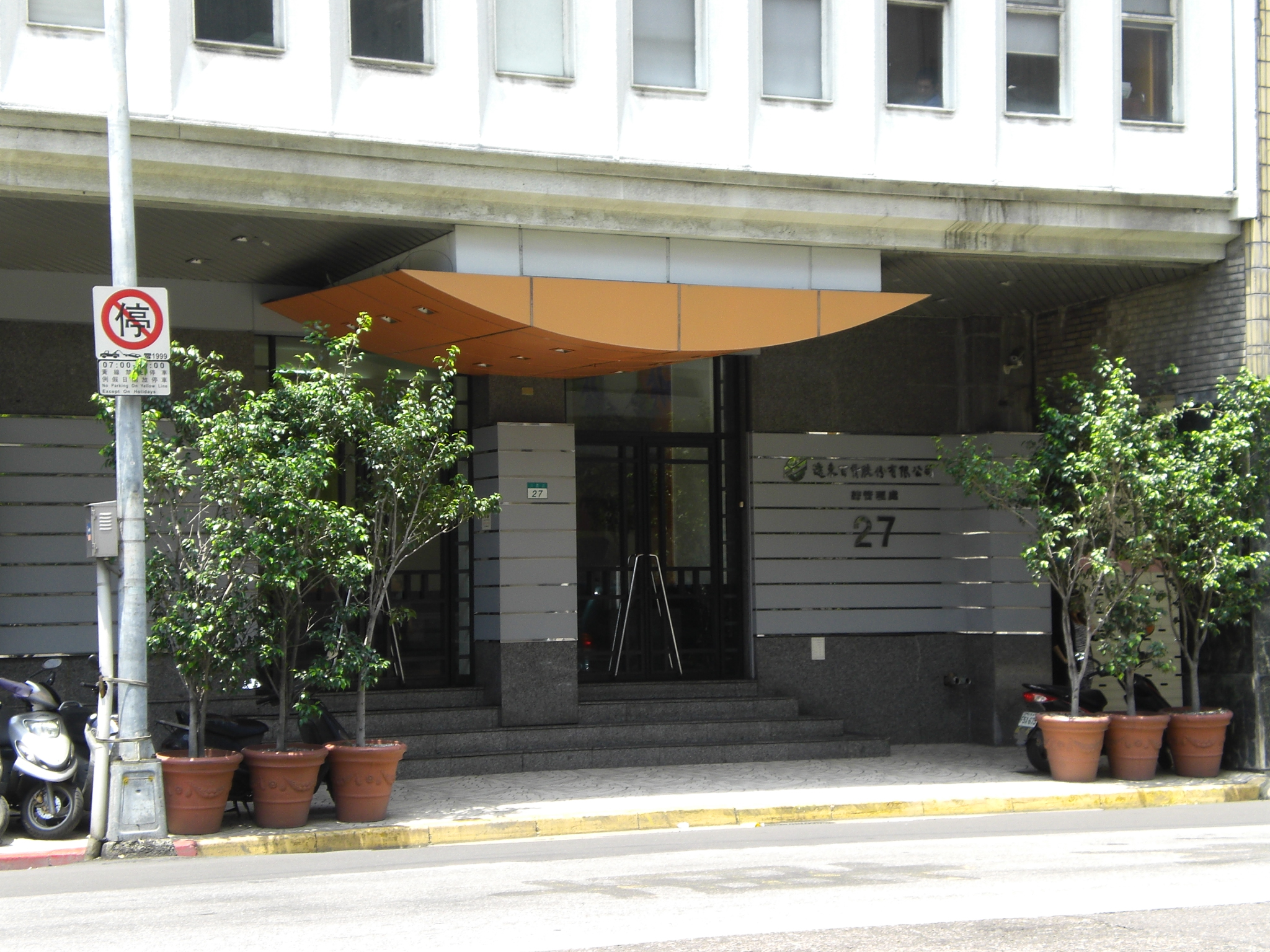
遠東百貨總管理處（2010年）
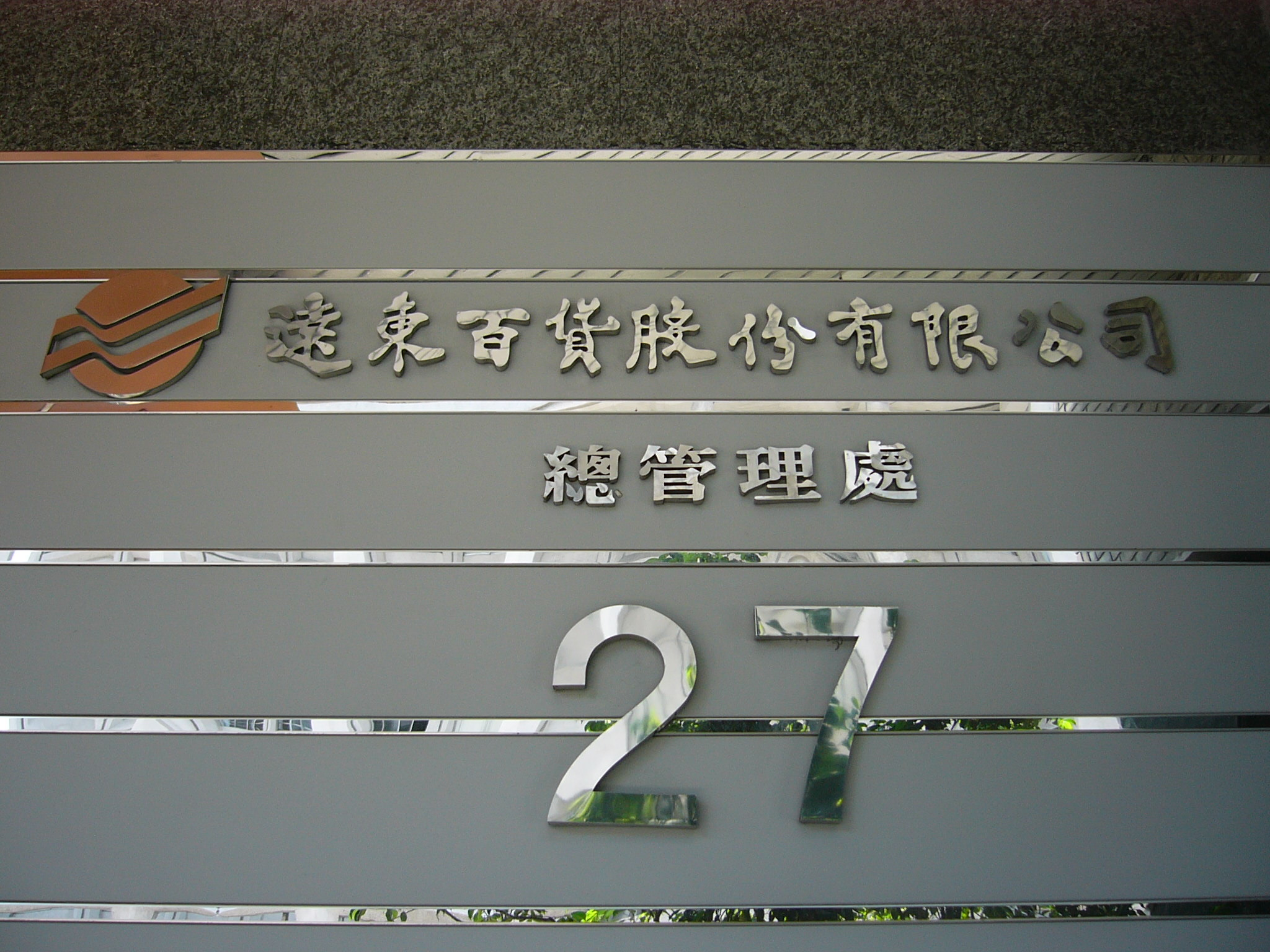
大門鑄字招牌（2010年）

## 外部連結
- 國家文化資產網：亞洲水泥大樓 （页面存档备份，存于）
- 臺北市政府文化局：亞洲水泥大樓地形地籍示意圖 （页面存档备份，存于）
- 臺北市政府文化局：登錄亞洲水泥大樓為臺北市歷史建築 （页面存档备份，存于）